# キュピ♥
「キュピ♥」は、日本の女性アイドルグループ・アイドリング!!!の楽曲。2014年5月28日にポニーキャニオンからリリースした、通算22枚目のシングル。楽曲は、シンガーソングライター・奥村愛子が制作した。

## 背景・制作
前作「シャウト!!!」から、6ヶ月半後に発表した22ndシングル。
リーダーを務めていた遠藤舞がグループを卒業し、残るメンバー24人編成の楽曲となっている。また、リリース直後の翌月に後藤郁、同年11月に菊地亜美がグループを卒業するため、両名が参加する最後の作品である。
前作「シャウト!!!」では、グループの派生新ユニット・アイドリングNEO（現・NEO fromアイドリング!!!）との売り上げ対決企画が実施されたため、同ユニットを兼任するメンバーは前作に参加していなかった。それらの経緯で伊藤祐奈と後藤郁は、20thシングル「サマーライオン」以来の合流。本作から初めて、NEO期メンバー 古橋舞悠・関谷真由・橋本瑠果・佐藤麗奈・佐藤ミケーラ倭子が、アイドリング!!!名義で参加した。
表題曲
制作は、12thシングル「目には青葉 山ホトトギス 初恋」などを手掛けたシンガーソングライター・奥村愛子が担当した。表題の「キュピ♥」は、相手に伝えたい「好き」という言葉が、"恥ずかしさと照れくささの中で可愛らしく変化した言葉"という設定。音楽性は、ピアノ・シンセサイザー・電子オルガンなどのレトロな風味をキーボードで表現した、スペーシーなブリティッシュ風サウンドになっている。
メインボーカル
表題曲は前々作「サマーライオン」以降、フロントメンバーを選出する形式が定着している。本作では7名が選抜され、その内の3人（菊地亜美・橋本楓・伊藤祐奈）がメインボーカル、4人（大川藍・尾島知佳・高橋胡桃・佐藤麗奈）がサブメインボーカルに分担された。なお、センターポジションは前作に続き、菊地が務めている。
カップリング曲
「70億分の1」の制作は、 音楽クリエーター 小西裕子（作詞）・木之下慶行（作編曲）が担当、「ドーナツの向こう側」はボーカルグループ・JAY'S GARDENのソングライター 山田裕介が制作した。
収録メンバー
c/w「70億分の1」はユニット曲として、17歳以下のメンバー（U-17ing!!!）が選抜されている。「ドーナツの向こう側」はオリジナルのほか、各期別のバージョンが存在する。
| 楽曲                   | ユニット   | 形態       | メンバー |
| ---------------------- | ---------- | ---------- | --- |
| 「キュピ♥」            | -          | 全形態共通 | 外岡えりか・横山ルリカ・河村唯・長野せりな・酒井瞳・朝日奈央・菊地亜美・三宅ひとみ・橘ゆりか・大川藍・橋本楓・倉田瑠夏・伊藤祐奈・後藤郁・尾島知佳・高橋胡桃・石田佳蓮・玉川来夢・清久レイア・古橋舞悠・関谷真由・橋本瑠果・佐藤麗奈・佐藤ミケーラ倭子 |
| 「ドーナツの向こう側」 | -          | 全形態共通 | 外岡えりか・横山ルリカ・河村唯・長野せりな・酒井瞳・朝日奈央・菊地亜美・三宅ひとみ・橘ゆりか・大川藍・橋本楓・倉田瑠夏・伊藤祐奈・後藤郁・尾島知佳・高橋胡桃・石田佳蓮・玉川来夢・清久レイア・古橋舞悠・関谷真由・橋本瑠果・佐藤麗奈・佐藤ミケーラ倭子 |
| 「70億分の1」          | U-17ing!!! | 初回盤A B  | 橋本楓・倉田瑠夏・高橋胡桃・石田佳蓮・玉川来夢・清久レイア・古橋舞悠・橋本瑠果・佐藤麗奈 |
| 「ドーナツの向こう側」 | 1期ver.    | 初回盤A    | 外岡えりか・横山ルリカ |
| 「ドーナツの向こう側」 | 3期ver.    | 初回盤A    | 橘ゆりか・大川藍・橋本楓 |
| 「ドーナツの向こう側」 | 5期ver.    | 初回盤A    | 高橋胡桃・石田佳蓮・玉川来夢・清久レイア |
| 「ドーナツの向こう側」 | 2期ver.    | 初回盤B    | 河村唯・長野せりな・酒井瞳・朝日奈央・菊地亜美・三宅ひとみ |
| 「ドーナツの向こう側」 | 4期ver.    | 初回盤B    | 倉田瑠夏・伊藤祐奈・後藤郁・尾島知佳 |
| 「ドーナツの向こう側」 | NEO期ver.  | 初回盤B    | 古橋舞悠・関谷真由・橋本瑠果・佐藤麗奈・佐藤ミケーラ倭子 |

## リリース
シングルCDは、初回盤A・B、通常盤の3形態でリリース。初回盤AにはDVDとトレーディングカードA（全24種の内ランダム1枚）、初回盤BにはBlu-ray Disc、通常盤の初回生産分にはトレーディングカードB（全24種の内ランダム1枚）の封入特典が付く。また、全形態の初回生産分に「発売記念イベント参加券」が封入されている。
特典企画
協力店舗でのみ先着購入者に「オリジナル・トレーディングカード（各店絵柄別）」を進呈する、コラボ企画を実施している。

## プロモーション
楽曲のプロモーションで、以下のラジオ番組に出演した。
- The Nutty Radio Show おに魂（2014年5月27日、NACK5）
- リッスン? 〜Live 4 Life〜（2014年5月27日、文化放送）
- WOW!（2014年6月3日、ZIP-FM）
- ナガオカ×スクランブル（2014年6月13日、CBCラジオ）
- なんでも聞かせてDX（2014年6月23日、FM AICHI）
- DIG IT! DIG IT!（2014年6月27日、ZIP-FM）
- バッファローPresents ミュージック・サラダ（2014年6月28日、FM AICHI）
- メガコンDJのおねだりミュージック・アワー（2014年6月28日、FM AICHI）

主催イベント
発売記念の握手会イベントが、以下の日時・場所で実施された。
「キュピ♥」発売記念 握手会 
- 2014年4月20日 京都駅ビル 室町小路広場
- 2014年4月26・27日、5月29日 クラブチッタ川崎
- 2014年5月3日 イトーヨーカドー東大和店 1F桜街道側特設会場
- 2014年5月18日 ラフォーレミュージアム六本木
- 2014年5月31日 大阪ATC特設会場
- 2014年6月1日 竹芝ニューピアホール

その他
表題曲は、レギュラー出演するニッポン放送のラジオ番組『古坂大魔王のアイドル倶楽部』にて、同年4月11日放送回で初オンエアされた。

## アートワーク
ジャケット写真の割り振りは以下の通り。レギュラー番組『アイドリング!!!』で、同年4月からのチーム分け企画「アイドリング!!!6」と「アイドリング!!!9」が反映されている。衣装の首周りの装飾にも反映され、アイドリング!!!6がリボン、アイドリング!!!9がネクタイを着用している。
| 形態    | メンバー |
| ------- | --- |
| 初回盤A | アイドリング!!!6（外岡えりか・長野せりな・酒井瞳・朝日奈央・橘ゆりか・大川藍・橋本楓・倉田瑠夏・石田佳蓮・関谷真由・橋本瑠果・佐藤麗奈）             |
| 初回盤B | アイドリング!!!9（横山ルリカ・河村唯・菊地亜美・三宅ひとみ・伊藤祐奈・後藤郁・尾島知佳・高橋胡桃・玉川来夢・清久レイア・古橋舞悠・佐藤ミケーラ倭子） |
| 通常盤  | 上記メンバー24名 |

連動企画
楽曲のアートワーク発表にあたり、「最新ビジュアル解禁ゲーム」が企画された。同年4月21日19時から24日22時までの間に、各メンバーが自分の公式アメーバブログにアートワークに関する記事を投稿し、その記事に対して300以上のいいね!を獲得する事によって、実際のCDジャケット写真に掲載の是非を競うもの。大川藍と佐藤ミケーラ倭子は公式アメーバブログを持っていないため、公式ツイッターで300以上のリツイートを得ることが条件とされた。翌日までには早々に課題がクリアされ、全員の掲載が決定した。

## ミュージック・ビデオ
リリースに先行して、楽曲のショートバージョンがYouTubeで無料公開されている。初回盤A・Bに付属するDVDやBDには、本編を含む2種のバージョンが収録されている。
劇中では大量の風船をバックに、上述したフロントメンバー7名が中心にフィーチャーされ、表題のテーマに沿ったキュートな姿を演じている。

## ライブ・パフォーマンス
発売記念イベント兼ねたミニライブが、以下の日時・場所で実施された。
「キュピ♥」発売記念イベント
- 2014年5月30日 イオンタウン仙台泉大沢 1Fセントラルコート / 大丸福岡天神店 エルガーラ・パサージュ広場表題 / イオンモールナゴヤドーム前 1Fセントラルコート
- 2014年5月31日 阪急西宮ガーデンズ 4Fスカイガーデン木の葉のステージ
- 2014年6月1日 ダイバーシティ東京プラザ 2Fフェスティバル広場

ライブイベント
楽曲は、フジテレビ本社などで開催したイベント、『24/7Pleasure Island お台場「春フェス2014 5539フジテレビ」』第2期イメージソングとしてライブ初披露された。ほか、以下のイベント等でライブ披露している。
- 春フェス2014 アイドリング!!!ライブ（2014年5月3日、フジテレビ本社屋）
- ニコはちライブ（2014年5月5日ほか、六本木ニコファーレ）
- ぽにきゃん!アイドル倶楽部 感謝祭（2014年5月10日、ディファ有明）[3]
- 25号後藤郁 卒業ライブ 25号かおるんの新しい旅立ち たくさんの想い出ごっちゃんですング!!!（2014年6月7日、ZeppDiverCity Tokyo）
- イオンワールドフェスタ（2014年6月28日、イオンモール幕張新都心グランドスクエアステージ）
- 瀬長島ガールズ・ポップ・フェスティバル2014（2014年7月5日、沖縄県豊見城市瀬長島）
- お台場新大陸2014〜地図にないキミだけの宝島〜（2014年7月19日 - 8月31日、フジテレビ本社屋）
- TOKYO IDOL FESTIVAL 2014（2014年8月2・3日、お台場特設会場）

## メディアでの使用
楽曲は以下のメディアで使用された。
- 『春フェス2014 〜5539フジテレビ〜』イメージソング
- ABCテレビ『ごきげん!ブランニュ』エンディングテーマ
- 新潟総合テレビ『スマイルスタジアム』2014年6月度エンディングテーマ

## シングル収録トラック
| #         | タイトル                         | 作詞      | 作曲       | 編曲       | 時間  |
| --------- | -------------------------------- | --------- | ---------- | ---------- | ----- |
| 1.        | 「キュピ♥」                      | 奥村愛子  | 奥村愛子   | 宮崎誠     | 3:42  |
| 2.        | 「70億分の1」(U-17ing!!!)        | 小西裕子  | 木之下慶行 | 木之下慶行 | 4:11  |
| 3.        | 「ドーナツの向こう側 -1期ver.-」 | 山田裕介  | 山田裕介   | 山田裕介   | 3:54  |
| 4.        | 「ドーナツの向こう側 -3期ver.-」 | 山田裕介  | 山田裕介   | 山田裕介   | 4:04  |
| 5.        | 「ドーナツの向こう側 -5期ver.-」 | 山田裕介  | 山田裕介   | 山田裕介   | 3:53  |
| 合計時間: | 合計時間:                        | 合計時間: | 合計時間:  | 合計時間:  | 19:45 |

| #  | タイトル                     | 作詞 | 作曲・編曲 |
| -- | ---------------------------- | ---- | ---------- |
| 1. | 「キュピ♥」(Music Video)     |      |            |
| 2. | 「キュピ♥」(MV Dancing Ver.) |      |            |
| 3. | 「キュピ♥」(MVメイキング)    |      |            |

| #         | タイトル                           | 作詞      | 作曲       | 編曲       | 時間  |
| --------- | ---------------------------------- | --------- | ---------- | ---------- | ----- |
| 1.        | 「キュピ♥」                        | 奥村愛子  | 奥村愛子   | 宮崎誠     | 3:42  |
| 2.        | 「70億分の1」(U-17ing!!!)          | 小西裕子  | 木之下慶行 | 木之下慶行 | 4:11  |
| 3.        | 「ドーナツの向こう側 -2期ver.-」   | 山田裕介  | 山田裕介   | 山田裕介   | 3:59  |
| 4.        | 「ドーナツの向こう側 -4期ver.-」   | 山田裕介  | 山田裕介   | 山田裕介   | 3:54  |
| 5.        | 「ドーナツの向こう側 -NEO期ver.-」 | 山田裕介  | 山田裕介   | 山田裕介   | 3:53  |
| 合計時間: | 合計時間:                          | 合計時間: | 合計時間:  | 合計時間:  | 19:40 |

| #  | タイトル                     | 作詞 | 作曲・編曲 |
| -- | ---------------------------- | ---- | ---------- |
| 1. | 「キュピ♥」(Music Video)     |      |            |
| 2. | 「キュピ♥」(MV Dancing Ver.) |      |            |
| 3. | 「キュピ♥」(MVメイキング)    |      |            |
| 4. | 「おまけのキュピ♥」          |      |            |

| #         | タイトル                             | 作詞・作曲 | 編曲      | 時間  |
| --------- | ------------------------------------ | ---------- | --------- | ----- |
| 1.        | 「キュピ♥」                          | 奥村愛子   | 宮崎誠    | 3:42  |
| 2.        | 「ドーナツの向こう側」               | 山田裕介   | 山田裕介  | 3:55  |
| 3.        | 「キュピ♥」(Instrumental)            |            |           | 3:42  |
| 4.        | 「70億分の1」(Instrumental)          |            |           | 4:11  |
| 5.        | 「ドーナツの向こう側」(Instrumental) |            |           | 3:52  |
| 合計時間: | 合計時間:                            | 合計時間:  | 合計時間: | 19:23 |